# La Veritat
La Veritat fou un diari publicat des d'un local del carrer Arbonés, 15 (Manresa) antic estatge dels tallers d'en Domènec Vives i Vídua Torroella, l'any 1901 va començar la impremta La Veritat, amb la publicació del diari del mateix nom, el primer número es va publicar el 29 d'abril de 1901 i va durar fins al dia 11 de març de 1904. Era una publicació catòlica-catalana. Les notícies tractaven temes de temàtica local, articles de política moral, notes estrangeres i una secció telegràfica i telefònica de Madrid. Era escrit en català.
El seu format es basava en quatre pàgines de 50 x 35 centímetres i quatre columnes. El preu era: la subscripció per un mes costava 1 pesseta. Un trimestre 3,25 i el número solt 0,05 pessetes.
Sortia cada dia a la tarda, excepte dissabtes i diumenges. Al cap d'uns mesos va començar aparèixer els dissabtes a la tarda, però els diumenges no hi apareixia per no solapar-se amb el diari La llum, ja que els promotors eren els mateixos.
El diari era el portaveu del partit catòlic-regionalista. No cal dir les polèmiques que van encetar amb altres publicacions periòdiques contràries als seus ideals. L'últim número va sortir el dia 11 de març de 1904, on anunciava que cessava la seva publicació i recomanava als lectors el nou diari ''El Pla de Bages'', continuador dels seus ideals.

## Història
El sincretisme entre la pàtria i la religió farà possible en el cas manresà l'alineament polític dels sectors socialment conservadors, catòlics i regionalistes, units pel desig de fer front a l'ascens polític del republicanisme local. Aquesta convergència es faria patent amb la publicació a principis del segle XX del diari La Veritat. Aquesta va ser la primera publicació diària escrita en català. Estava dirigida per l'eclesiàstic Josep Servitge, el qual l'Abril de 1903, dies abans d'abandonar la direcció, informava al Bisbe de Vic de la situació que travessava el diari i li deia que si aquest desapareixia emmudia “l'única veu enèrgica que en procura conservar el caliu religiós i patriòtic entre’ls bons i s'esforça a desemmascarar als perversos”. (14-IV-1903).
Durant tota la seva trajectòria el diari va destacar perquè van apostar decididament en favor de la lluita electora. Ho varen fer a través de la propaganda i de l'apostolat periodístic. Aquest fet justificarà la tardana aparició de la Lliga com a partit estructurat a Manresa. Serà, doncs, el conglomerat format pels catòlics, catalanistes, carlins, integristes i conservadors decebuts, la base del diari.
A més el diari dirigit pel Doctor Josep Servitge un canonge beneficiat de la basílica de La Seu, va ser el que va liderar una campanya contra les idees més avançades del socialisme i dels governs centrals que segons ell cometien un gran error en tolerar aquests pensaments.

## Col·laboradors
Joaquim Cornet i Josep Servitge, sacerdots beneficiats de la seu manresana, portaven el pes important de la redacció, ajudats per Joaquim Sarret i Manuel Pugés. Entre les signatures dominaven els pseudònims. Només els poemes portaven el nom de l'autor.

## Continuïtat
El Pla de Bages ("Diari d'avisos, notícies i anuncis"), apareix el dissabte 12 de març de 1904, continuador de l'antic diari La Veritat, amb els mateixos ideals, formats de pàgina i d'impremta. El diari seria el defensor del partit conservador, la Lliga Regionalista. L'any 1923 augmentaria a vuit pàgines de 47 x 31 centímetres, ampliant la secció d'anuncis i amb un preu de dues pessetes al mes. El diari sobreviuria fins a la Guerra Civil Espanyola, on fou confiscat pel Partit Obrer d'Unificació Marxista (POUM) el 19 de juliol de 1936. A partir d'aquell moment esdevindria l'òrgan oficial del POUM fins a la seva desaparició definitiva arran dels Fets de Maig de 1937. El diari era publicat en llengua catalana.